# Haus-Knipp-Eisenbahnbrücke
Die Haus-Knipp-Eisenbahnbrücke ist eine Eisenbahnbrücke über den Rhein nördlich der Duisburg-Ruhrorter Häfen zwischen Duisburg-Beeckerwerth und Duisburg-Baerl im Verlauf der heutigen Bahnstrecke Oberhausen–Meerbeck.

## Geschichte
Als Ersatz für das erst 1907 stillgelegte, aber schon lange Jahre überlastete Trajekt Ruhrort–Homberg wurde eine weit nach Norden ausgreifende Verbindungsstrecke zwischen dem Bahnhof Meiderich Nord an der „Köln-Mindener Emschertalbahn“ der ehemaligen Köln-Mindener Eisenbahn-Gesellschaft und dem linksrheinischen Eisenbahnnetz angelegt. Der Bau der Rheinbrücke begann im März 1910 und wurde am 1. Oktober 1912 für den Güterverkehr eröffnet. Personenzüge fuhren erst seit dem 15. Mai 1929 über die Brücke.
Während der Rheinlandbesetzung nach dem Ersten Weltkrieg wurde zwischen 1918 und 1926 der Rhein zur Grenze und am Haltepunkt Baerl eine Wachbaracke auf dem Bahndamm am Beginn der Brücke errichtet, in der die In Baerl stationierten belgischen Soldaten den Zugverkehr kontrollierten und den Grenzübertritt von Fußgängern über die Brücke verhinderten. Eine weitere Wachbaracke stand am Fuß des Bahndammes an der in einer Unterführung kreuzenden Zechenbahn zum Hafen Homberg.
In der Endphase des Zweiten Weltkriegs wurde die Brücke am 5. März 1945 von zurückweichenden deutschen Truppen gesprengt und in den Folgetagen von der 9. US-Armee eingenommen. Mit Hilfe britischer Pioniere wurde die nur gering beschädigte Brücke bereits ab 1945 in alter Form mit ihrer charakteristischen Fachwerkbalkenkonstruktion wiederaufgebaut und am 26. Februar 1946 dem Verkehr übergeben.
Der Bergbau umging den Bereich unter den Brückenpfeilern in einem großen Sicherheitsabstand, um eine Beschädigung der Brücke durch Bergsenkungen zu verhindern. Beim Bau der benachbarten A42-Brücke konnte diese Standfläche mitbenutzt werden.
Der regelmäßige Personenverkehr mit Reisezügen endete am 24. September 1983. Von 1998 bis Dezember 2012 wurde die zweigleisige Brücke nur auf dem südlichen Gleis befahren, das andere Gleis war zwischen Baerl und Beeckerwerth stillgelegt und teilweise abgebaut. Die Arbeiten zur Wiederherstellung der Zweigleisigkeit begannen im Mai 2012. Im Herbst 2001 wurde die Rheinbrücke Rheinhausen-Hochfeld saniert, zu deren Entlastung fuhr von August bis Oktober freitags ein Schnellzug von Dortmund nach Trier über die Brücke.

## Technische Daten
Die Hauptstromöffnung hat eine Spannweite von 186 Metern und war mit damit zur Bauzeit der weitestgespannte Fachwerkbalken-Träger Europas. Links und rechts schließen sich zwei etwas kleinere, 106 Meter lange Fachwerkbrücken an. Das Vorflutgelände wird linksrheinisch mit drei Jochen überbrückt, rechtsrheinisch sind es neun Joche.
Da für beide Gleise konstruktiv selbständige Brückenträger gebaut wurden, handelt es sich dabei also insgesamt um 24 jeweils 41 Meter lange Fachwerkbrücken mit einem Konstruktionsgewicht von rund 2.600 Tonnen, die von den Eisenbauwerkstätten der ehemaligen Friedrich-Alfred-Hütte in Rheinhausen geliefert wurden. Die Baukosten lagen bei etwa 8,5 Millionen Mark (in heutiger Kaufkraft etwa 54.784.853 €).
1912 war die Haus-Knipp-Brücke die erste Strombrücke in Duisburg ohne Brückentürme.

## Namensgebung
Die Brücke ist ein altes Wahrzeichen für die Rheinschifffahrt. Der namensgebende mittelalterliche Herrensitz Haus Knipp befand sich zunächst beim Dorf Halen genau unterhalb der heutigen Brücke auf heute Beeckerwerther Seite. Damals floss der Rhein weiter östlich als heute und verlagerte sich über einige Jahre immer weiter nach Westen. Im Jahr 1571 wurde das mittelalterliche Haus Knipp vom Strom zerstört. Erst 1620 wurde ein neues Haus Knipp etwa 1 km stromaufwärts neu erbaut. Der zum Schluss verfallene Bau wurde 1939 bei der Rheindeich-Erhöhung abgerissen.